# Carlo Anselmo di Thurn und Taxis
Carlo Anselmo di Thurn und Taxis (Francoforte sul Meno, 2 giugno 1733 – Winzer, 13 novembre 1805) fu l'ultimo principe regnante di Thurn und Taxis, poiché durante il suo regno Napoleone Bonaparte soppresse il Principato di Thurn und Taxis.

## Biografia
Figlio del principe Alessandro Ferdinando di Thurn und Taxis e della sua prima moglie, la principessa Sofia Cristiana Luisa di Brandeburgo-Bayreuth, alla morte del padre, il 17 marzo 1773, ottenne il Generalato di Posta del Sacro Romano Impero, del quale venne poi privato nel 1805 da Napoleone Bonaparte, il quale a sua volta aveva ordinato questa soppressione alla corona imperiale, retta all'epoca da Francesco II, il quale approvò la fine del generalato nel 1806.

### Estensione dei territori
Carlo Anselmo, nel 1786, ottenne la contea sveva di Friedberg-Scheer e le terre attorno a essa come dominio postale. Per concessione dell'imperatore Giuseppe II, la contea divenne una "contea principesca". Con l'invasione delle truppe francesi nei Paesi Bassi austriaci nel 1794, gran parte di questi territori vennero conquistati. Come ricompensa delle perdite subite, nel 1803 Carlo Anselmo ricevette il diritto di votare al parlamento e ottenne dalla secolarizzazione dei beni ecclesiastici Buchau, Damenstift Buchau, le abbazie di Marchtal e Neresheim, Ostrach, oltre a riottenere la reggenza della contea di Friedberg-Scheer, anche se molto ridimensionata.

### La fine del Generalato Postale
Le sedi dei Thurn und Taxis, che già da trecento anni rifornivano la posta del Sacro Romano Impero, si estesero anche al Tirolo e ai Paesi Bassi, proprio sotto la reggenza di Carlo Anselmo. Il crollo dell'Impero e la venuta della Rivoluzione francese portarono a una notevole statalizzazione del servizi, in particolare dopo il trattato di Lunéville, siglato il 9 febbraio 1801.
Il ruolo dei Thurn und Taxis, a ogni modo, non venne dimenticato anche dopo la fine del Generalato Postale e, dopo il 1805, tutti i discendenti di Carlo Anselmo, da Carlo Alessandro sino alla fine della prima guerra mondiale, si occuparono della corrispondenza privata dell'Imperatore.

### L'amore per la musica

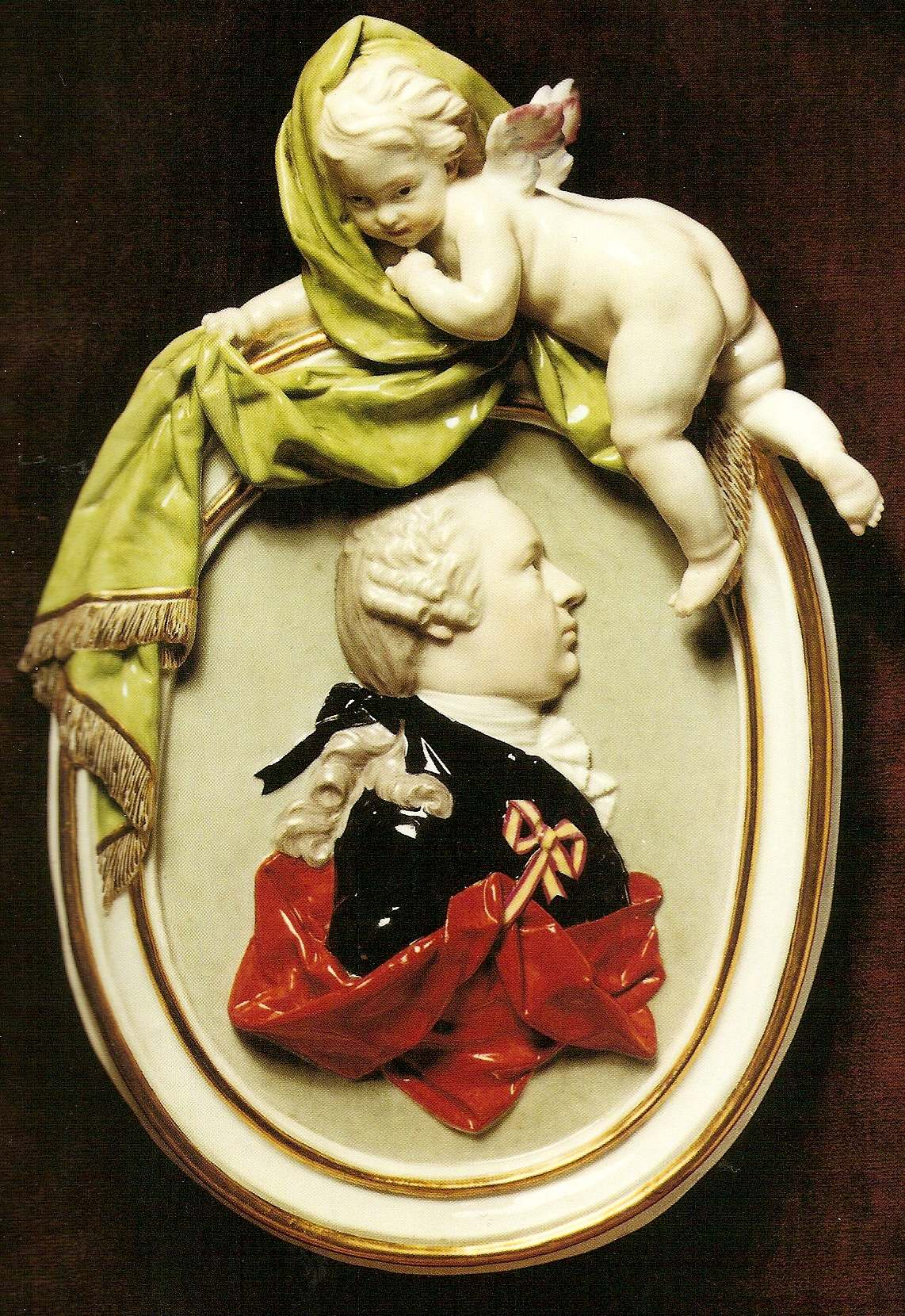
Profilo in ceramica del principe Carlo Anselmo di Thurn und Taxis

Carlo Anselmo di Thurn e Taxis fu un grande amante della musica, sia nella sua residenza a Ratisbona, sia i quella estiva a Trugehofen. Già suo padre, il principe Alessandro Ferdinando, aveva provveduto alla creazione di una prima orchestra personale, ma fu lui sapientemente a chiamare presso di sé alcune personalità di spicco della musica tedesca dell'epoca come ad esempio il noto teorico musicale Joseph Riepel, il violinista francese Joseph Touchemoulin (dal 1761) e il musicista e compositore boemo František Xaver Pokorný (dal 1766 circa), ingaggiando nella sua cappella di corte anche noti virtuosi come Giovanni Palestrini (oboe) o Fiorante Agustinelli (flauto), raggiungendo il numero di 42 elementi negli anni novanta del Settecento.
Nel 1773 assunse quale direttore d'orchestra il barone e compositore Theodor von Schacht al quale affidò, come direttore del suo teatro personale, il distacco progressivo dall'opera "alla francese" e il passaggio all'opera "all'italiana". Una delle prime opere di Schacht, eseguita al Castello di Trugenhofen, fu Il trionfo della Virtù. L'occasione per questo evento musicale fu il matrimonio della principessa Maria Teresa di Thurn und Taxis col principe Kraft Ernst di Oettingen-Wallerstein nel 1774.
Solo alla fine del 1790, per motivi finanziari causati dalle guerre rivoluzionarie, il personale occupato nella cappella di corte venne in qualche modo ridotto. Tuttavia, essa non venne sciolta sino all'autunno del 1806, immediatamente dopo la dissoluzione del Sacro Romano Impero, quando appunto i Thurn und Taxis non ebbero più il loro incarico nell'organizzazione imperiale.

## Matrimonio e figli
Il 3 settembre 1753 Carlo Anselmo sposò a Stoccarda sua cugina Augusta di Württemberg, figlia del duca Carlo Alessandro e di Maria Augusta di Thurn und Taxis. Da questa unione nacquero i seguenti eredi:
- Maria Teresa (10 luglio 1757 - 9 marzo 1776), sposò il 25 agosto 1774 il principe Kraft Ernesto di Oetingen-Oetingen
- Sofia Federica Dorotea Enrichetta (20 luglio 1758 - 31 maggio 1800), sposò il 1° o il 31 dicembre 1775 il principe Geronimo Vincenzo di Radziwil e alla morte di questi, nel 1795, un nobile Kazanowski e alla morte di questi, nel 1797, il conte Ostrorog
- Francesco Giovanni Nepomuceno (2 ottobre 1759-22 gennaio 1760)
- Enrichetta Carolina (25 aprile 1762-25 aprile 1784), sposò il 21 aprile 1783 il principe Giovanni Luigi II di Oettingen-Spielberg
- Alessandro Carlo (19 aprile 1763-21 aprile 1763)
- Federica Dorotea (11 settembre 1764-10 novembre 1764)
- Carlo Alessandro (22 febbraio 1770-15 luglio 1827), sposò il 25 maggio 1789 Teresa di Meclemburgo-Strelitz

Ebbe anche due figli illegittimi da Elisabeth Hildebrand, dapprima sua amante e poi moglie morganatica, nobilitata nel 1788 col titolo di baronessa von Train:
- Federico Giovanni (11 aprile 1772-7 dicembre 1805)
- Nicola Giuseppe Carlo Augusto Kranz (?-1814)

## Ascendenza
|                                                |                                          |                                                              | Genitori                                                     |  |  | Nonni |  |  | Bisnonni                              |  |  | Trisnonni                                    |  |
|                                                |                                          |                                                              |                                                              |  |  |       |  |  | Eugenio Alessandro di Thurn und Taxis |  |  | Lamoral Claudio Francesco di Thurn und Taxis |  |
|                                                |                                          |                                                              |                                                              |  |  |       |  |  | Eugenio Alessandro di Thurn und Taxis |  |  | Lamoral Claudio Francesco di Thurn und Taxis |  |
|                                                |                                          | Anna Franziska Eugenie von Hornes                            |                                                              |  |  |       |  |  | Eugenio Alessandro di Thurn und Taxis |  |  |                                              |  |
| Anselmo Francesco di Thurn und Taxis           |                                          |                                                              |                                                              |  |  |       |  |  | Eugenio Alessandro di Thurn und Taxis |  |  |                                              |  |
|                                                |                                          | Anna Adelaide di Fürstenberg-Heiligenberg                    | Ermanno Egon di Fürstenberg-Heiligenberg                     |  |  |       |  |  |                                       |  |  |                                              |  |
|                                                |                                          | Anna Adelaide di Fürstenberg-Heiligenberg                    | Ermanno Egon di Fürstenberg-Heiligenberg                     |  |  |       |  |  |                                       |  |  |                                              |  |
|                                                |                                          | Anna Adelaide di Fürstenberg-Heiligenberg                    | Maria Francesca di Fürstenberg-Stühlingen                    |  |  |       |  |  |                                       |  |  |                                              |  |
| Alessandro Ferdinando di Thurn und Taxis       |                                          | Anna Adelaide di Fürstenberg-Heiligenberg                    |                                                              |  |  |       |  |  |                                       |  |  |                                              |  |
|                                                |                                          | Ferdinand August von Lobkowicz                               | Wenzel Eusebius von Lobkowicz                                |  |  |       |  |  |                                       |  |  |                                              |  |
|                                                |                                          | Ferdinand August von Lobkowicz                               | Wenzel Eusebius von Lobkowicz                                |  |  |       |  |  |                                       |  |  |                                              |  |
|                                                |                                          | Ferdinand August von Lobkowicz                               | Sofia Augusta del Palatinato-Sulzbach                        |  |  |       |  |  |                                       |  |  |                                              |  |
| Maria Ludovika Anna Franziska von Lobkowicz    |                                          | Ferdinand August von Lobkowicz                               |                                                              |  |  |       |  |  |                                       |  |  |                                              |  |
|                                                |                                          | Maria Anna Guglielmina di Baden-Baden                        | Guglielmo di Baden-Baden                                     |  |  |       |  |  |                                       |  |  |                                              |  |
|                                                |                                          | Maria Anna Guglielmina di Baden-Baden                        | Guglielmo di Baden-Baden                                     |  |  |       |  |  |                                       |  |  |                                              |  |
|                                                |                                          | Maria Anna Guglielmina di Baden-Baden                        | Maria Maddalena di Oettingen-Baldern                         |  |  |       |  |  |                                       |  |  |                                              |  |
| Carlo Anselmo di Thurn und Taxis               |                                          | Maria Anna Guglielmina di Baden-Baden                        |                                                              |  |  |       |  |  |                                       |  |  |                                              |  |
|                                                | Cristiano Enrico di Brandeburgo-Kulmbach | Giorgio Alberto di Brandeburgo-Kulmbach                      |                                                              |  |  |       |  |  |                                       |  |  |                                              |  |
|                                                | Cristiano Enrico di Brandeburgo-Kulmbach | Giorgio Alberto di Brandeburgo-Kulmbach                      |                                                              |  |  |       |  |  |                                       |  |  |                                              |  |
|                                                | Cristiano Enrico di Brandeburgo-Kulmbach | Maria Elisabetta di Holstein-Glücksburg                      |                                                              |  |  |       |  |  |                                       |  |  |                                              |  |
| Giorgio Federico Carlo di Brandeburgo-Bayreuth | Cristiano Enrico di Brandeburgo-Kulmbach |                                                              |                                                              |  |  |       |  |  |                                       |  |  |                                              |  |
|                                                |                                          | Sofia Cristiana di Wolfstein                                 | Alberto Federico di Wolfstein zu Sulzbür                     |  |  |       |  |  |                                       |  |  |                                              |  |
|                                                |                                          | Sofia Cristiana di Wolfstein                                 | Alberto Federico di Wolfstein zu Sulzbür                     |  |  |       |  |  |                                       |  |  |                                              |  |
|                                                |                                          | Sofia Cristiana di Wolfstein                                 | Sofia Luisa di Castell-Remlingen                             |  |  |       |  |  |                                       |  |  |                                              |  |
| Sofia Cristiana Luisa di Brandeburgo-Bayreuth  |                                          | Sofia Cristiana di Wolfstein                                 |                                                              |  |  |       |  |  |                                       |  |  |                                              |  |
|                                                |                                          | Federico Luigi di Schleswig-Holstein-Sonderburg-Beck         | Augusto Filippo di Schleswig-Holstein-Sonderburg-Beck        |  |  |       |  |  |                                       |  |  |                                              |  |
|                                                |                                          | Federico Luigi di Schleswig-Holstein-Sonderburg-Beck         | Augusto Filippo di Schleswig-Holstein-Sonderburg-Beck        |  |  |       |  |  |                                       |  |  |                                              |  |
|                                                |                                          | Federico Luigi di Schleswig-Holstein-Sonderburg-Beck         | Maria Sibilla di Nassau-Saarbrücken                          |  |  |       |  |  |                                       |  |  |                                              |  |
| Dorotea di Schleswig-Holstein-Sonderburg-Beck  |                                          | Federico Luigi di Schleswig-Holstein-Sonderburg-Beck         |                                                              |  |  |       |  |  |                                       |  |  |                                              |  |
|                                                |                                          | Luisa Carlotta di Schleswig-Holstein-Sonderburg-Augustenburg | Ernest Gunther di Schleswig-Holstein-Sonderburg-Augustenburg |  |  |       |  |  |                                       |  |  |                                              |  |
|                                                |                                          | Luisa Carlotta di Schleswig-Holstein-Sonderburg-Augustenburg | Ernest Gunther di Schleswig-Holstein-Sonderburg-Augustenburg |  |  |       |  |  |                                       |  |  |                                              |  |
|                                                |                                          | Luisa Carlotta di Schleswig-Holstein-Sonderburg-Augustenburg | Augusta di Schleswig-Holstein-Sonderburg-Glücksburg          |  |  |       |  |  |                                       |  |  |                                              |  |
|                                                |                                          | Luisa Carlotta di Schleswig-Holstein-Sonderburg-Augustenburg |                                                              |  |  |       |  |  |                                       |  |  |                                              |  |